# Jomo Cosmos FC
A Jomo Cosmos FC egy dél-afrikai labdarúgóklub, melynek székhelye Johannesburgban található. A klubot 1983-ban alapították és az első osztályban szerepel. 
Hazai mérkőzéseit a Makhulong Stadionban játssza. A stadion 10000 fő befogadására alkalmas. A klub hivatalos színe: piros.